# UFC 174
UFC 174: Johnson vs. Bagautinov（ユーエフシー・ワンセブンティフォー：ジョンソン・バーサス・バガウティノフ）は、アメリカ合衆国の総合格闘技団体「UFC」の大会の一つ。2014年6月14日、カナダ・ブリティッシュコロンビア州バンクーバーのロジャーズ・アリーナで開催された。

## 大会概要
本大会ではデメトリアス・ジョンソンとアリ・バガウティノフによるUFC世界フライ級タイトルマッチが組まれた。
キャリア9戦全勝のPXCバンタム級王者田中路教がUFCデビュー。

### カード変更
負傷などによるカードの変更は以下の通り。
- ミラナ・ドゥディエヴァ → エリザベス・フィリップス（第5試合）

- ジャーメイン・デランダミー vs. ミラナ・ドゥディエヴァ → デランダミーのビザ問題により中止

## 試合結果

### アーリープレリム
第1試合 ライト級ワンマッチ 5分3R
○  ジェイソン・サッゴ vs.  ジョシュ・ショックレイ ×
1R 4:57 TKO（パウンド）
第2試合 バンタム級ワンマッチ 5分3R
○  田中路教 vs.  ローランド・デローム ×
3R終了 判定3-0（30-27、30-27、30-27）

### プレリミナリーカード
第3試合 ライト級ワンマッチ 5分3R
○  バン・テヒョン vs.  ケイジャン・ジョンソン ×
3R 2:01 KO（右フック）
第4試合 バンタム級ワンマッチ 5分3R
○  イーブス・ジャボウィン vs.  マイク・イーストン ×
3R終了 判定3-0（29-28、29-28、29-28）
第5試合 女子バンタム級ワンマッチ 5分3R
○  ヴァレリー・ルトーノー vs.  エリザベス・フィリップス ×
3R終了 判定2-1（28-29、29-28、29-28）
第6試合 ウェルター級ワンマッチ 5分3R
○  国本起一 vs.  ダニエル・サラフィアン ×
1R 2:52 リアネイキドチョーク

### メインカード
第7試合 ライトヘビー級ワンマッチ 5分3R
○  オヴィンス・サンプルー vs.  ライアン・ジモー ×
2R 2:10 キムラロック
第8試合 ヘビー級ワンマッチ 5分3R
○  アンドレイ・アルロフスキー vs.  ブレンダン・シャウブ ×
3R終了 判定2-1（29-28、28-29、29-28）
第9試合 ライトヘビー級ワンマッチ 5分3R
○  ライアン・ベイダー vs.  ハファエル・カバウカンチ ×
3R終了 判定3-0（30-27、30-27、30-27）
第10試合 ウェルター級ワンマッチ 5分3R
○  ローリー・マクドナルド vs.  タイロン・ウッドリー ×
3R終了 判定3-0（30-27、30-27、30-27）
第11試合 UFC世界フライ級タイトルマッチ 5分5R
○  デメトリアス・ジョンソン vs.  アリ・バガウティノフ ×
5R終了 判定3-0（50-45、50-45、50-45）
※ジョンソンが4度目の防衛に成功。

### 各賞
ファイト・オブ・ザ・ナイト： バン・テヒョン vs. ケイジャン・ジョンソン
パフォーマンス・オブ・ザ・ナイト： バン・テヒョン、国本起一
各選手にはボーナスとして5万ドルが支給された。